# 猶太中學
猶太中學是現中华人民共和国黑龙江省哈尔滨市道里区通江街86號曾經存在的學校。1910年猶太小學在此開辦，1916年，猶太社團決定擴建為中學，次年10月1日奠基，1918年12月落成並開學，是遠東首所猶太中學。磚木結構，猶太建築風格，約瑟夫·尤里耶維奇·列維金設計。1925年，格拉祖諾夫高等音樂學校也在此開辦。
猶太中學舊址曾為哈爾濱市朝鮮族第二中學校校舍，其時獲列哈爾濱市保護建築。2007年9月30日，哈爾濱市人民政府將「猶太中學舊址」列為市級文物保護單位第三批第40號，為近現代代表性建築。2013年，「哈尔滨犹太人活动旧址群」入列第七批全国重点文物保护单位，其中包括「猶太中學」及其他13處建築。

### 引用
1. ↑  中國建築工業出版社 2005.
2. ↑  , 哈爾濱市城鄉規劃局,   [2011-05-02], （原始内容存档于2011-07-20）
3. ↑   (PDF). 國家文物局. 2013-05-03  [2022-05-02]. （原始内容 (PDF)存档于2017-09-01）.
4. ↑  . 黑龍江省文化和旅遊廳. 2020-10-16  [2022-05-02]. （原始内容存档于2021-06-10）.

### 來源
- , , 中國建築工業出版社, 2005-10, ISBN 978-7-112-07815-8